# 鲁齐尼宫

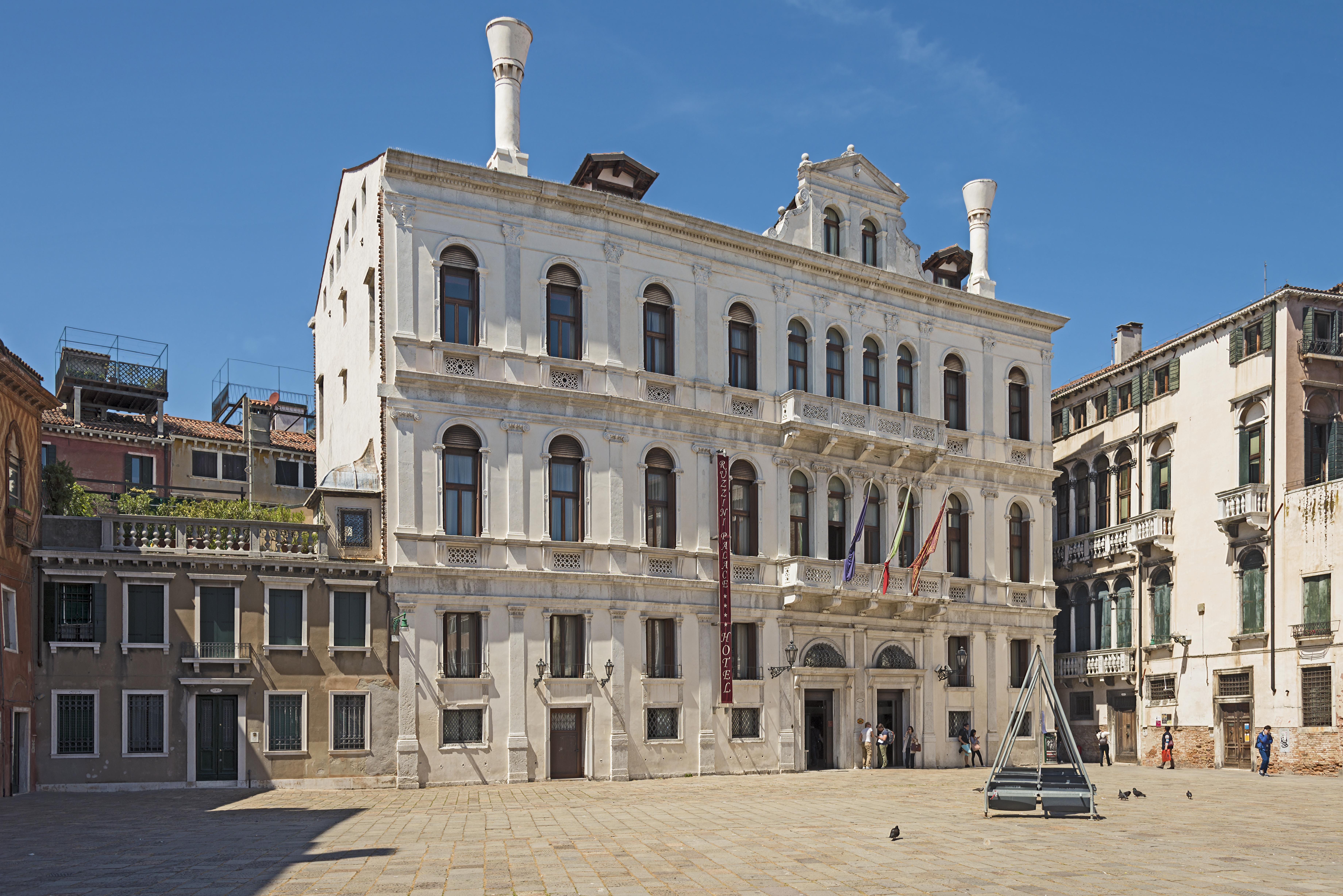

普留利鲁齐尼宫（Palazzo Priuli Ruzzini）是威尼斯的一座贵族住宅，位于城堡区的至美圣玛利亚广场西北侧。

## 历史
鲁齐尼宫由鲁齐尼家族建于16世纪，建筑师Bartolomeo Manopola。

## 建筑
这座宫殿有两个立面，分别面向河边为和广场。